# Escola de Arquitetura da Universidade Federal de Minas Gerais
A Escola de Arquitetura da UFMG é uma das principais faculdades de arquitetura do Brasil. Fundada em 1930, ela funciona desde 1954 em edifício localizado na Savassi, em Belo Horizonte.

## Histórico

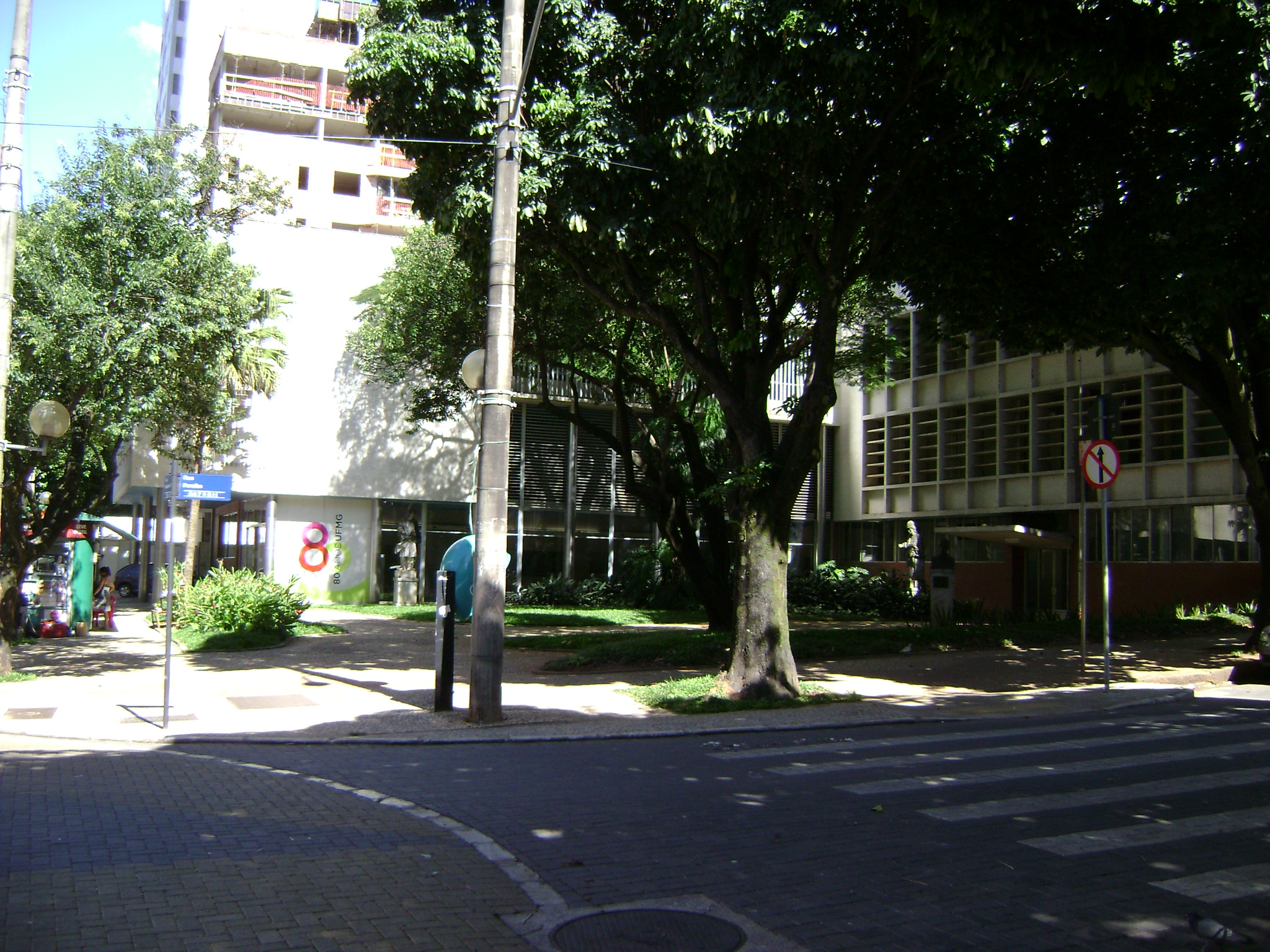
A escola vista da rua Paraíba.

A Escola está localizada na região central de Belo Horizonte e foi fundada em 5 de agosto de 1930, foi a primeira escola da América do Sul a nascer desvinculada das Escolas Politécnicas de Belas Artes e Filosofia. Ela tem como objetivos gerar e difundir conhecimentos científicos, tecnológicos e culturais por meio do ensino de graduação e pós-graduação, da pesquisa e da extensão em Arquitetura e Urbanismo e Design, o que a destaca como uma Instituição de referência nacional na formação de indivíduos críticos e éticos, dotados de sólida base científica e humanística e comprometidos com intervenções transformadoras na sociedade e com o desenvolvimento sustentável.
Federalizada no final dos anos 40, a Escola de Arquitetura se juntou à Universidade Federal de Minas Gerais, uma das principais instituições do Brasil, passando a constituir uma das mais importantes referências na formação em arquitetura. Dela saíram todos os arquitetos mineiros até o início dos anos 80, bem como também a iniciativa de formação da maioria dos cursos de Arquitetura existentes em Minas Gerais.
Durante sua história, a EAUFMG tem participado de todos os avanços do ensino de Arquitetura no Brasil e continua a formar profissionais comprometidos não apenas com a excelência técnica, mas também com os destinos da nação brasileira.

## Sede

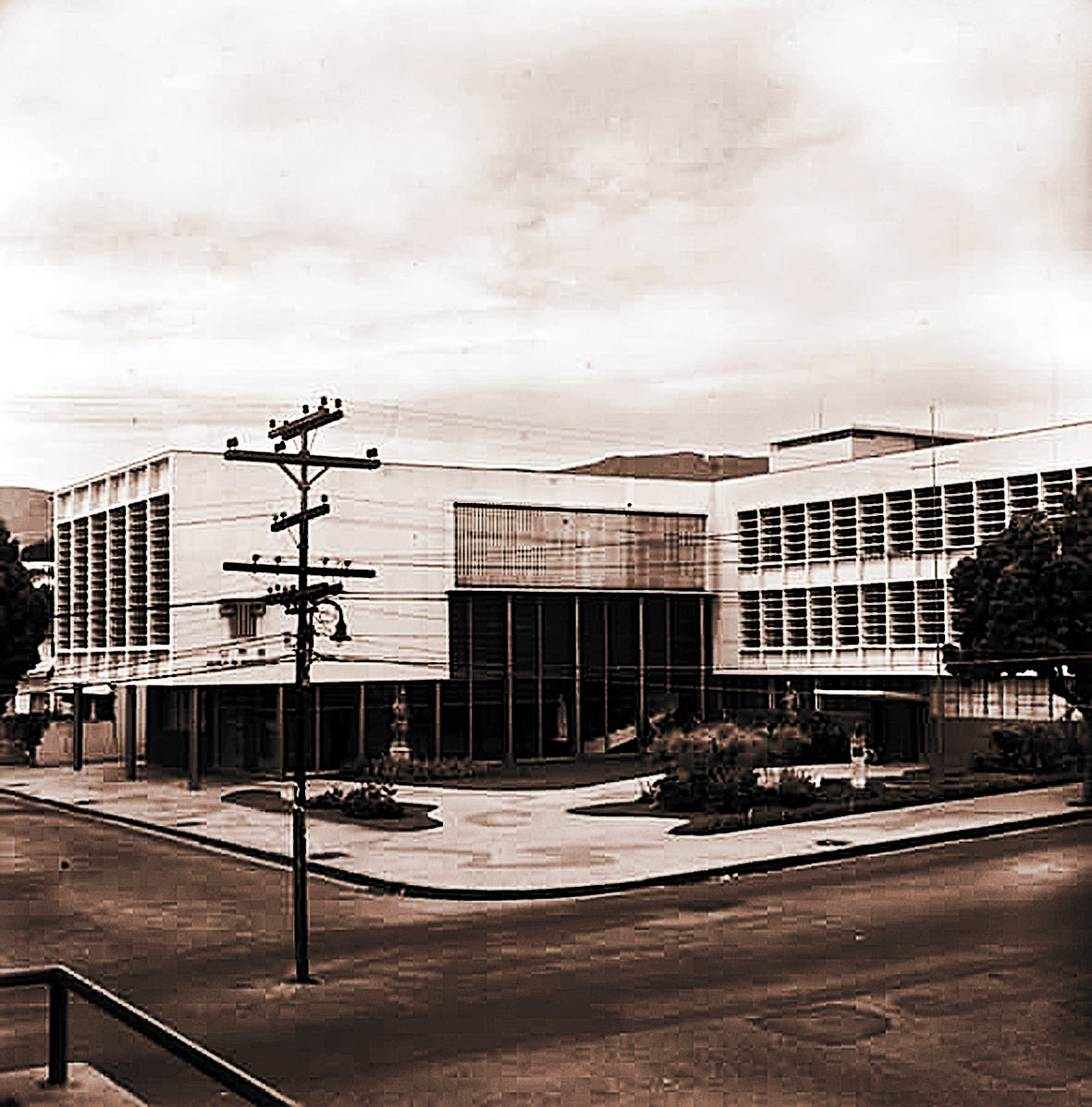
Sede da Escola de Arquitetura na época de sua inauguração, em 1954.

O edifício que atualmente abriga a Escola foi projetado pelo arquiteto Shakespeare Gomes e inaugurado em 1954, sendo uma das mais representativas obras do modernismo em Belo Horizonte. Em 23 de junho de 2009 o prédio da Escola de arquitetura, localizado na esquina das ruas Paraíba e Gonçalves Dias, no bairro Funcionários, foi tombado pelo Conselho Deliberativo do Patrimônio Cultural do Município de Belo Horizonte.

## Ex-alunos destaque
- Celso Pinheiro
- Eduardo Mendes Guimarães Junior
- Éolo Maia
- Fernando Maculan
- Gustavo Penna
- Jô Vasconcellos
- Raphael Hardy Filho
- Shakespeare Gomes
- Sylvio de Podestá
- Sylvio de Vasconcellos